# Slittino ai XVIII Giochi olimpici invernali
Ai XVIII Giochi olimpici invernali di Nagano (Giappone), vennero assegnati tre titoli olimpici nello slittino. Le gare si disputarono sulla pista combinata per bob e slittino Spiral.

## Singolo maschile
La pista era lunga 1.362 m, con un dislivello di 114 m e 15 curve. 
| Posizione | Nazione        | Atleta   | Tempo    |
| --------- | -------------- | -------- | -------- |
| 1         | Georg Hackl    | Germania | 3:18,436 |
| 2         | Armin Zöggeler | Italia   | 3:18,939 |
| 3         | Jens Müller    | Germania | 3:19,093 |

## Singolo femminile
La pista era lunga 1.194 m, con un dislivello di 96 m e 14 curve.
| Posizione | Nazione              | Atleta   | Tempo    |
| --------- | -------------------- | -------- | -------- |
| 1         | Silke Kraushaar      | Germania | 3:23,779 |
| 2         | Barbara Niedernhuber | Germania | 3:23,781 |
| 3         | Angelika Neuner      | Austria  | 3:24,253 |

## Doppio
La pista era lunga 1.194 m, con un dislivello di 96 m e 14 curve.
| Posizione | Nazione     | Atleti                      | Tempo    |
| --------- | ----------- | --------------------------- | -------- |
| 1         | Germania    | Stefan Krauße Jan Behrendt  | 1:41,105 |
| 2         | Stati Uniti | Chris Thorpe Gordy Sheer    | 1:41,127 |
| 3         | Stati Uniti | Mark Grimmette Brian Martin | 1:41,217 |

## Medagliere per nazioni
| Pos | Nazione     | Oro | Argento | Bronzo | Totale |
| --- | ----------- | --- | ------- | ------ | ------ |
| 1   | Germania    | 3   | 1       | 1      | 5      |
| 2   | Stati Uniti | 0   | 1       | 1      | 2      |
| 3   | Italia      | 0   | 1       | 0      | 1      |
| 4   | Austria     | 0   | 0       | 1      | 1      |